# Stonychophora buruensis
Stonychophora buruensis är en insektsart som först beskrevs av Heinrich Hugo Karny 1925.  Stonychophora buruensis ingår i släktet Stonychophora och familjen grottvårtbitare. Inga underarter finns listade i Catalogue of Life.